# Ain Sifni
Ain Sifni (auch Shekhan oder Sheikhan, arabisch عين سفني; syrisch ܥܝܢ ܣܦܢܐ, kurmandschi Şêxan) ist eine Stadt in der irakischen Provinz Ninawa. Sie ist der Hauptort des Distriktes Schechan und wurde im April 2003 von kurdischen Truppen eingenommen. Ain Sifni wird vorwiegend von Jesiden bewohnt. Das religiöse Oberhaupt der Jesiden, der Baba Scheich, lebt in Ain Sifni. Der Ort befindet sich in der Ninive-Ebene und gehört zu den umstrittenen Gebieten des Nordiraks.

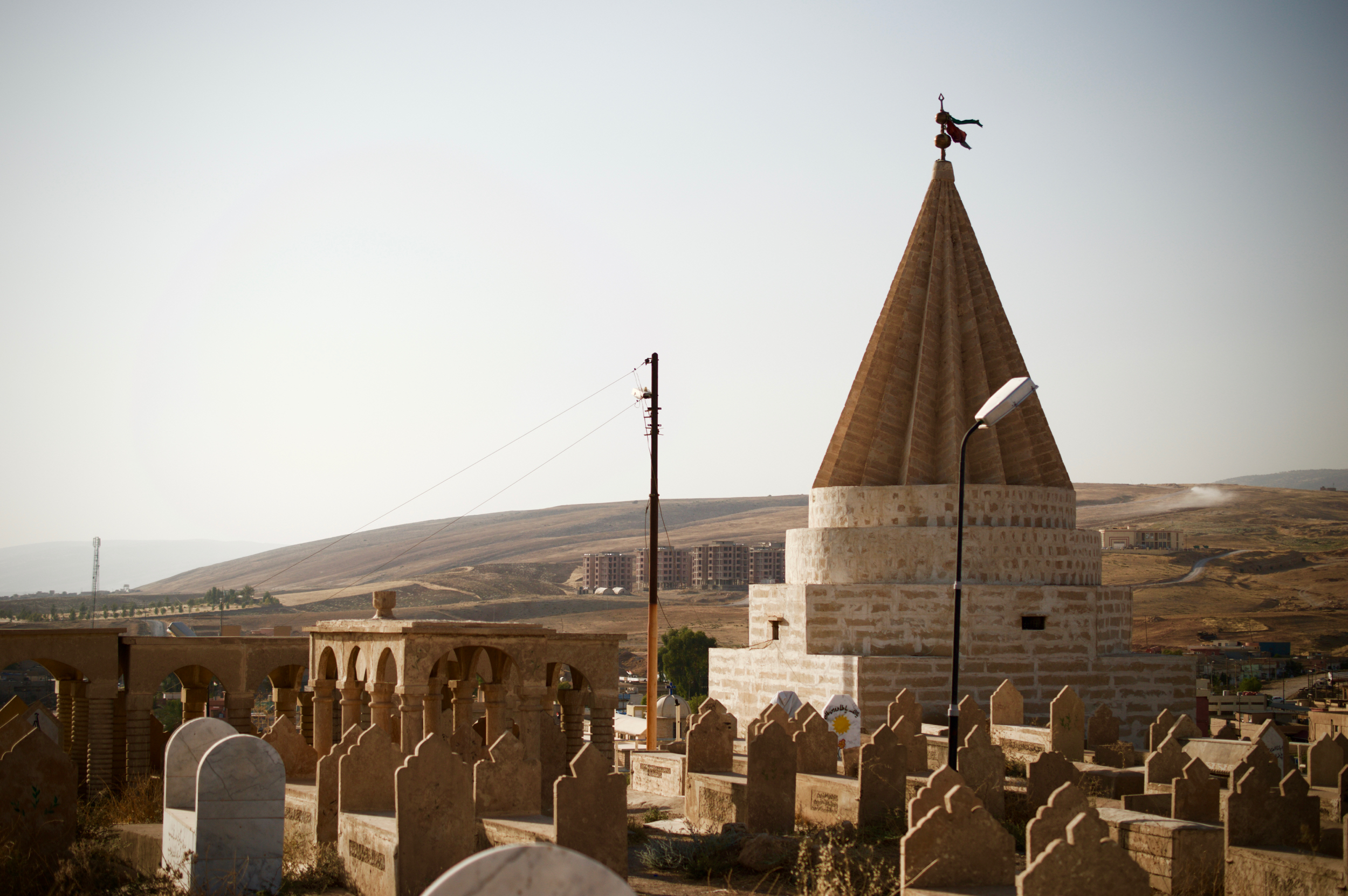
Jesidischer Friedhof in Ain Sifni (Shekhan)

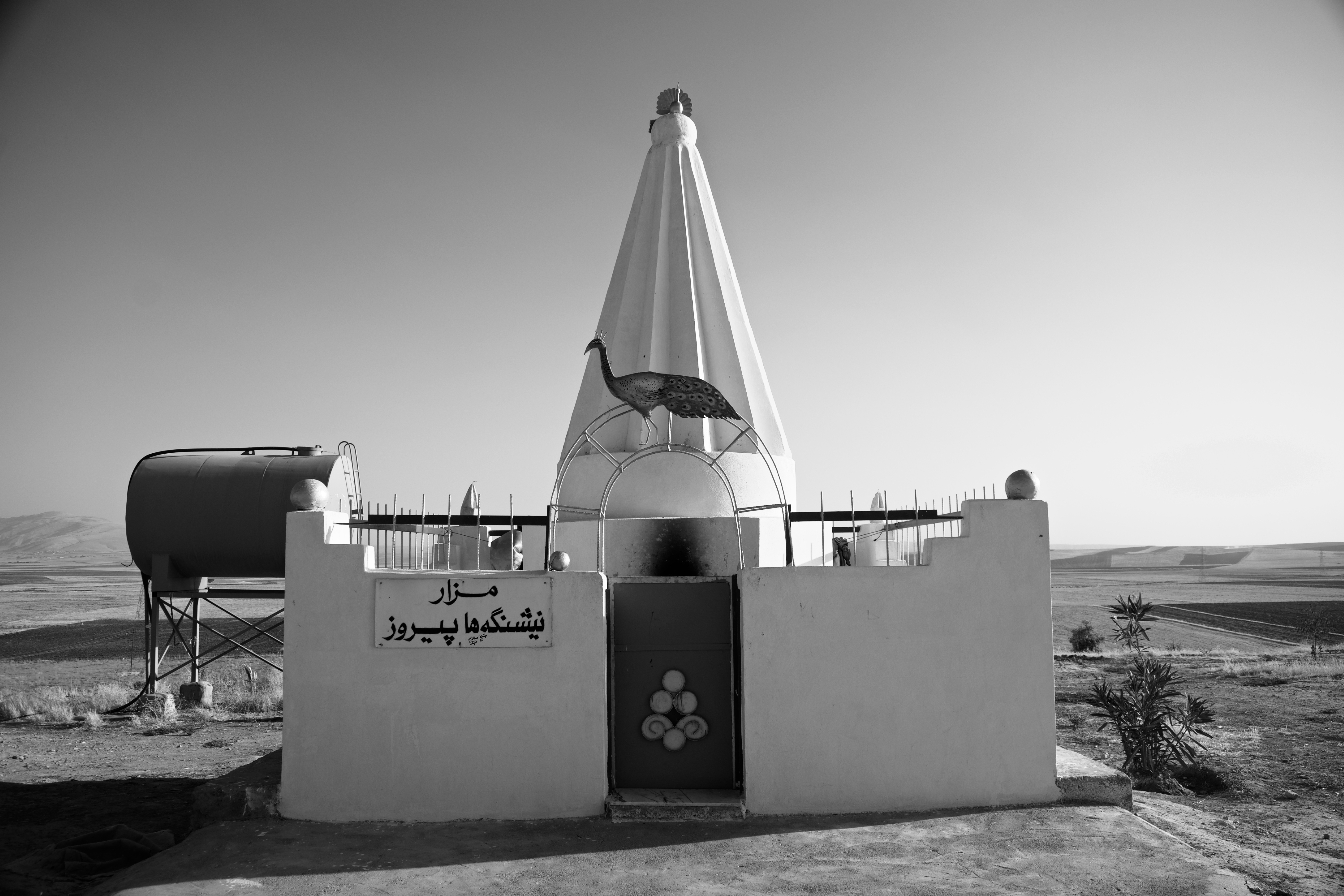
Jesidischer Tempel (Nishingaha Peroz) in der Nähe von Ain Sifni (Shekhan)

## Geschichte
Ein anderer Name der Stadt lautet Shekhan (kurmandschi Şêxan). Shekhan bedeutet wörtlich „Haus des Scheich“ oder sinngemäß „Land des Scheich“ (mit Scheich ist wohl der Baba Scheich der Jesiden gemeint, der dort lebt) und setzt sich aus den beiden Wörtern Şêx (dt. Scheich) und Xan (dt. Haus) in Kurmandschi zusammen. Bereits 1850 erwähnte Sir Austen Henry Layard auf seinen Reisen den Namen Ain Sifni als den ursprünglichen Namen des Ortes. Im Jahr 1975 wurden die Bewohner der Stadt durch die irakische Regierung vertrieben und zwangsumgesiedelt. Die größtenteils jesidische Bevölkerung der Stadt wurde teilweise in neu errichtete „Modelldörfer“ wie beispielsweise Mahad deportiert. Im Gegenzug wurden Araber und Kurden in Ain Sifni (Shekhan) angesiedelt.

## Persönlichkeiten
- Sheikh Ali Ilyas (* 1979), Baba Scheich der Jesiden
- Xurto Hacî Îsmaîl (1933–2020), ehemaliger Baba Scheich der Jesiden